# ČD 184.5 sorozat
A ČD 184, vagy más néven a SD-KD 184, egy cseh Bo'Bo'Bo' tengelyelrendezésű, 3 kV DC áramrendszerű villamosmozdony-sorozat. A Škoda gyártotta a ČSD részére 1994-ben és 1999-ben. Összesen négy példány készült belőle.